# Theo Becker
Theo Becker de Oliveira (Pelotas, 24 de novembro de 1976) é um ator, cantor e modelo brasileiro.

## Carreira
Em 2001 estreou na televisão como assistente de palco no programa Planeta Xuxa; no mesmo ano, posou nu para a revista G Magazine. Estreia nas novelas da Rede Globo em Celebridade em 2003, como o nadador Caio Mendes. Em 2004 protagonizou o remake da novela A Escrava Isaura, na Rede Record; ainda atuou nas novelas Prova de Amor, Caminhos do Coração e Os Mutantes: Caminhos do Coração. Em 2009, Theo participou da primeira temporada do reality show A Fazenda, que é exibido pela Rede Record, na qual acabou ficando em 12.º lugar na competição.
Theo foi homenageado na câmara de vereadores de Pelotas em 2008, sua cidade natal, e em 2010 no Rio de Janeiro com o título de cidadão honorário. Foi convidado pela TV Miramar para apresentar a primeira edição do reality Dança dos Artistas em Moçambique, morando na África por três meses. Em 2014, fez o lançamento nacional da carreira solo com o álbum Minha Vez, em um shopping em Brasília. Em 2015, lançou a turnê, fazendo shows em todo o Brasil, também atuou com a comédia teatral Montanha Russa, no mesmo ano protagonizou o longa-metragem Doval: O Gringo + Carioca do Futebol. Em 2017, Theo participou da segunda temporada do talent show Dancing Brasil, exibido pela RecordTV, na qual acabou desistindo da competição após sofrer uma lesão no joelho, terminando em 9.º lugar nesta temporada do talent show. Em 2018, Théo atuou na minissérie bíblica Lia, onde interpretou o personagem bíblico Labão.
Em entrevista para a apresentadora Daniela Albuquerque, que comanda o programa Sensacional, exibido pela RedeTV!, Theo disse que sua passagem pelo reality show A Fazenda no ano de 2009 trouxe consequências negativas para a sua carreira e admite que não tem mais sonhos de voltar a ser escalado para fazer novelas.

### Vida pessoal
Em 2005 começou a namorar a atriz e modelo Andressa Suita, com quem ficou até 2009. Em 2010 fez uma doação de 30 mil reais à sociedade Viva Cazuza, que abriga crianças e adolescentes portadoras do vírus HIV. Em 2014 começou a namorar a médica Raphaela Lamim, com quem veio a se casar em 18 de abril de 2015. O primeiro filho do casal, que se chama Thor, nasceu em 15 de outubro de 2016. A segunda filha do casal, que se chama Bhella, nasceu no dia 29 de maio de 2020.

## Filmografia
| Ano  | Título              | Personagem / Cargo                    | Notas       |
| ---- | ------------------- | ------------------------------------- | ----------- |
| 2001 | Planeta Xuxa        | Fortão Loirinho (assistente de palco) |             |
| 2003 | Celebridade         | Caio Mendes                           |             |
| 2004 | A Escrava Isaura    | Álvaro Mendonça                       |             |
| 2005 | Prova de Amor       | Gabriel Avelar (Gabi)                 |             |
| 2007 | Caminhos do Coração | Fernando Biavatti (Cobrão)            |             |
| 2008 | Os Mutantes         | Fernando Biavatti (Cobrão)            |             |
| 2009 | A Fazenda           | Participante                          | Temporada 1 |
| 2010 | Dança dos Artistas  | Apresentador                          |             |
| 2014 | Pânico na Band      | Vários personagens                    |             |
| 2017 | Dancing Brasil      | Participante                          | Temporada 2 |
| 2018 | Lia                 | Labão                                 |             |

### Cinema
| Ano  | Título                               | Personagem        |
| ---- | ------------------------------------ | ----------------- |
| 2000 | Xuxa Popstar                         | Modelo da Popstar |
| 2001 | Xuxa e os Duendes                    | Elfo              |
| 2009 | Quando a Primavera Chegar            | Alex              |
| 2015 | Doval: O Gringo + Carioca do Futebol | Narciso Doval     |

## Discografia
Álbuns de Estúdio
| Álbum     | Detalhes                                                                                     |
| --------- | -------------------------------------------------------------------------------------------- |
| Minha Vez | - Lançamento: 18 de outubro de 2014 - Formatos: CD, download digital - Gravadora: Nove Music |

| Título                     | Ano  | Álbum     |
| -------------------------- | ---- | --------- |
| "Você É Tudo que Eu Quero" | 2014 | Minha Vez |

### Outras aparições
| Título            | Ano  | Álbum         |
| ----------------- | ---- | ------------- |
| "Marcas na Areia" | 2005 | Prova de Amor |
| "Andressa"        | 2009 | A Fazenda     |

## Teatro
| Ano  | Título                     |
| ---- | -------------------------- |
|      | Detentos                   |
| 2001 | Os Meninos da Rua Paulo    |
| 2002 | Horus do Príncipe do Egito |
| 2004 | Juventude e Companhia      |
| 2015 | Montanha Russa             |